# ロケット

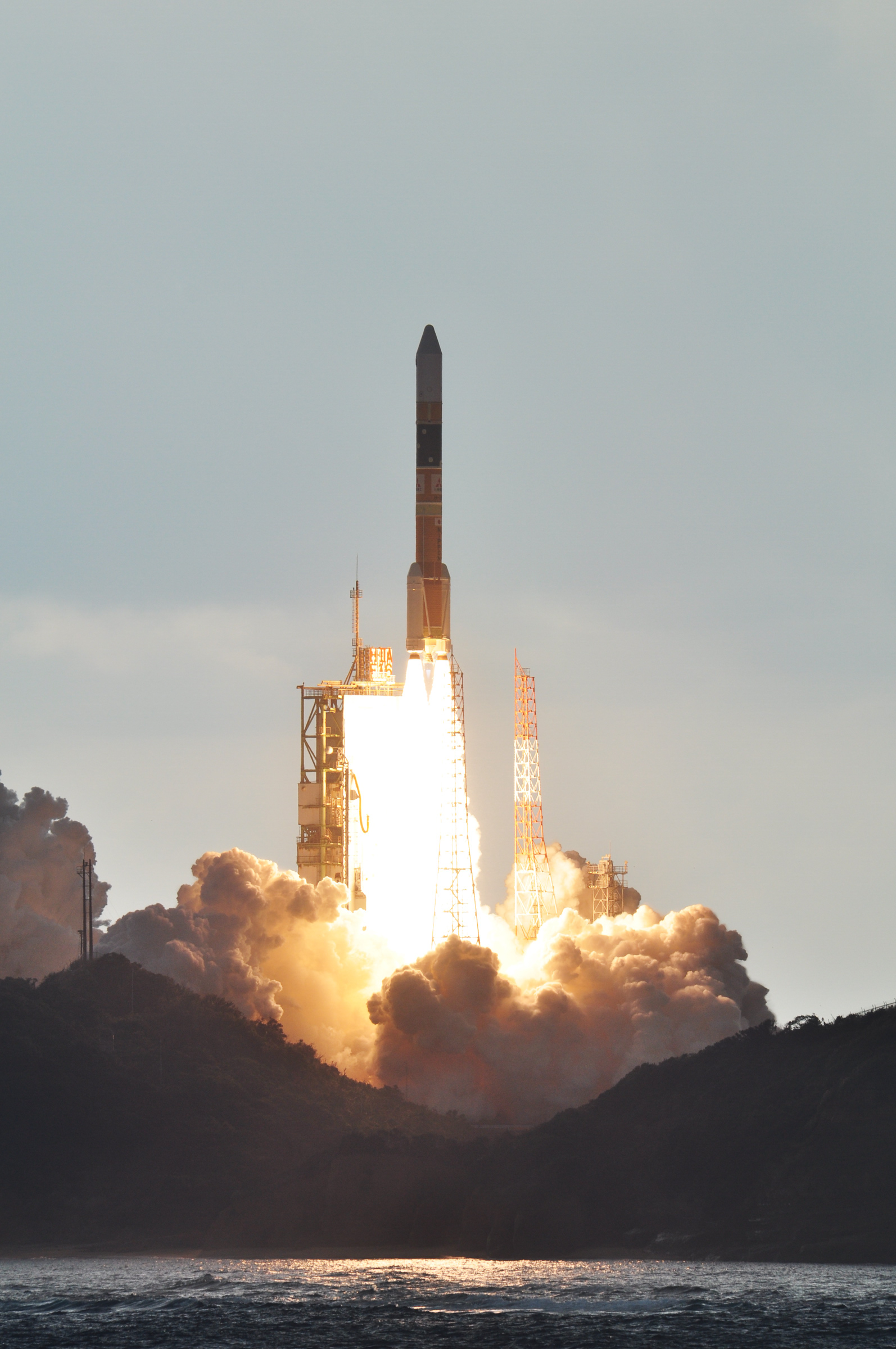
H-IIAロケットロケット16号機の打ち上げ

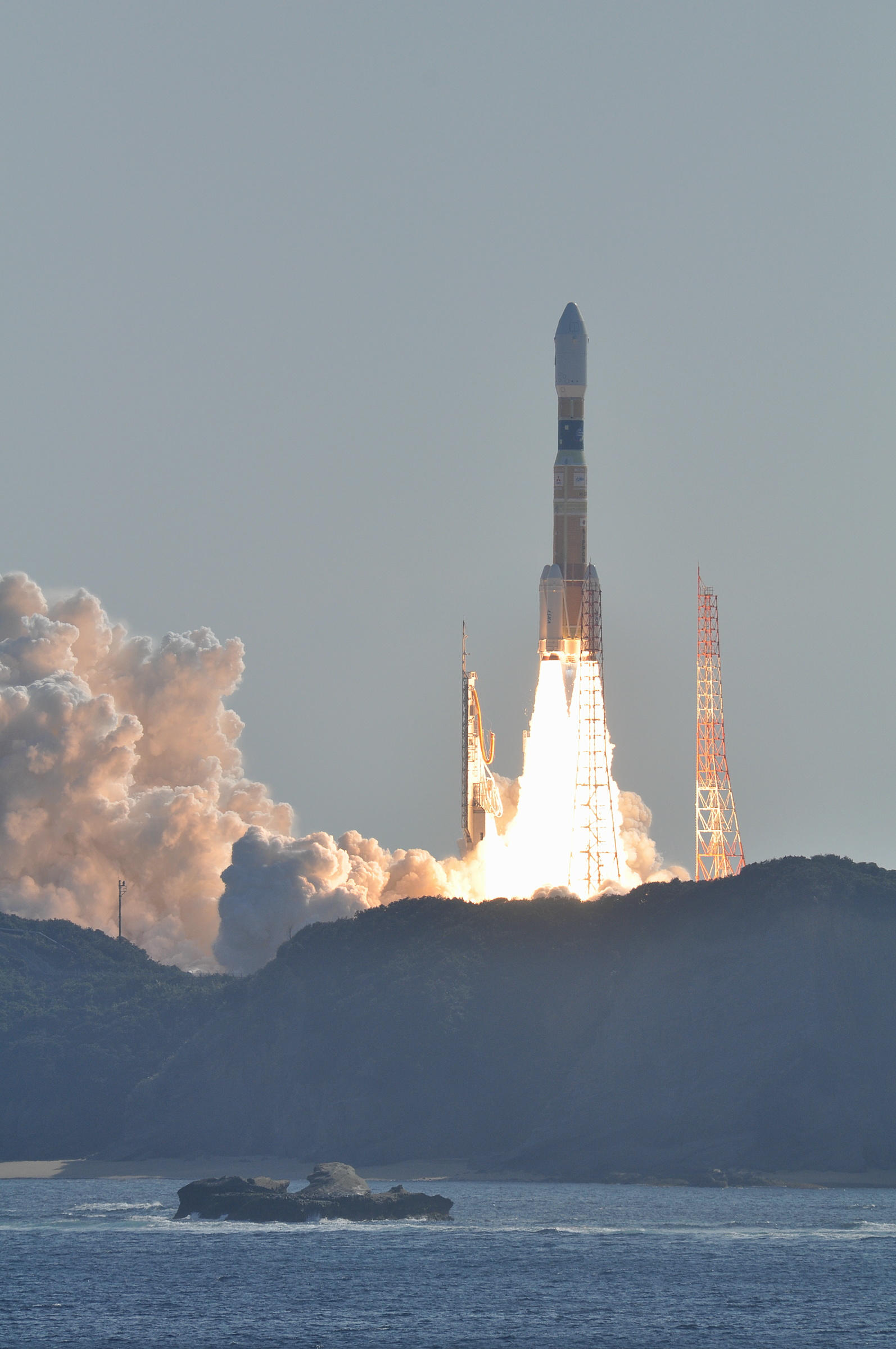
H-IIBロケット2号機の打ち上げ

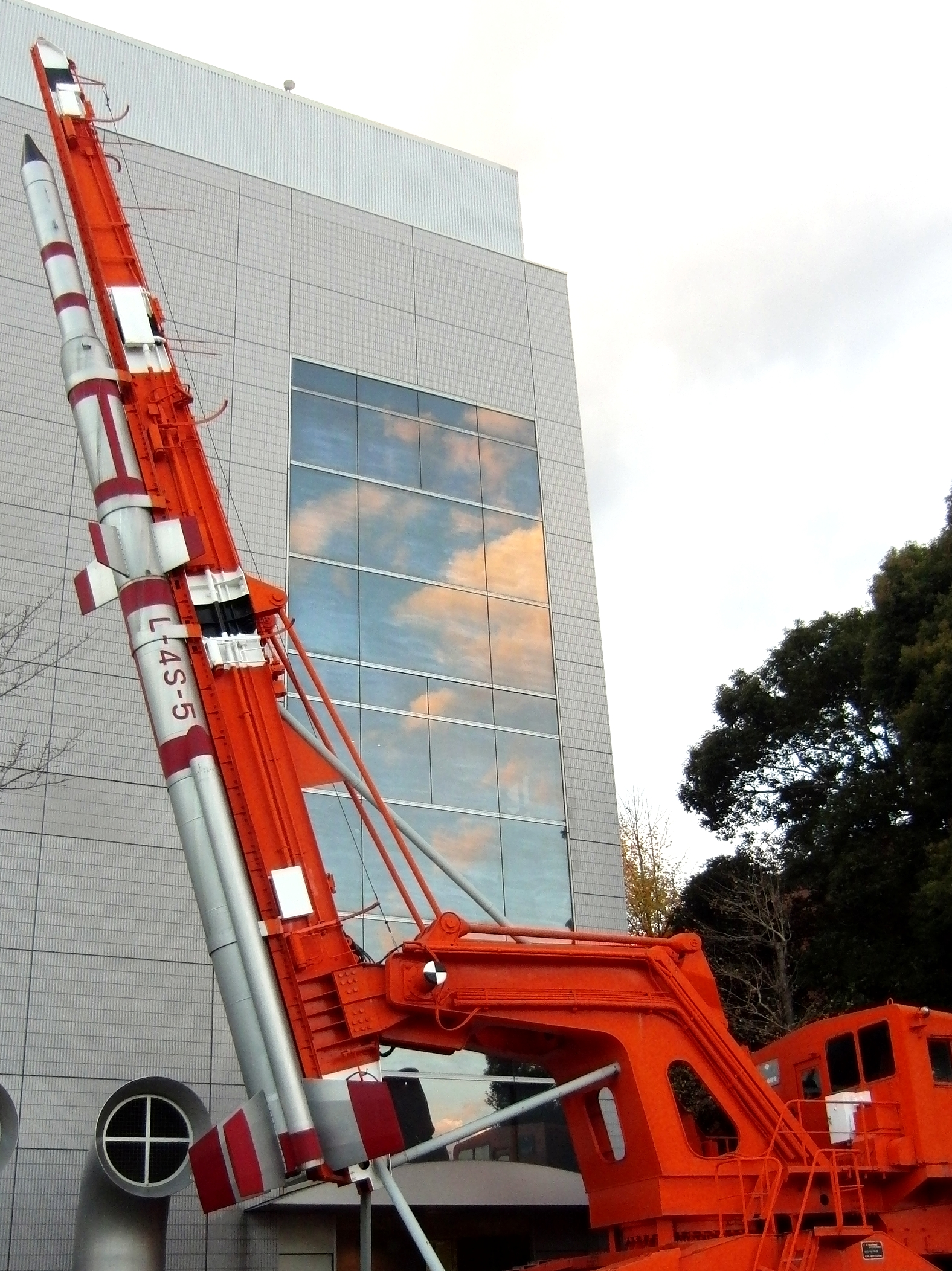
ラムダ4Sロケット

ロケット（英: rocket）は、自らの質量の一部を後方に射出し、その反作用で進む力（推力）を得る装置（ロケットエンジン）、もしくはその推力を利用して移動する装置である。
空気などの外部の物質を使用しない点でジェットエンジンなどとは区別される。
狭義にはロケットエンジン自体をいう。広義にはロケットエンジンを推進力とし、人工衛星や宇宙探査機などのペイロードを搭載したローンチ・ヴィークル全体をロケットということも多い。
日本では、地上から照射されたマイクロ波やレーザービームをリフレクターで反射し、空気の電離によるプラズマ発生時の爆発などを推進力とし、燃料を使わないローンチ・ヴィークルも「ロケット」と呼ばれる。
推力を得るために射出する推進剤や、推進剤を動かすエネルギー源によって様々な方式がある。燃料の化学反応を用い、燃料自体を推進剤とする化学ロケット（化学燃料ロケット）が最もよく使われ、ロケットを話題にするときは、暗黙のうちに化学ロケットを前提にしていることが多い。
日本語の「ロケット」は英語 rocket の借用語である。「自己推進する飛翔体」を表す語としての rocket は、「糸巻き棒」を意味するイタリア語 roccha の指小語 rocchetto に由来し、元々は糸巻き棒のような形状をした花火を指していた。

## 概論
ロケットの方式で良く知られているものとしては、その使用するエネルギー源から分類して、化学ロケット、電気ロケット、原子力ロケットがある。
化学ロケットは、燃料の燃焼（化学反応）によって生じる熱エネルギーを利用し、燃料を燃焼させ、それによって発生した水蒸気を推進剤として噴射するもので、効率は最も悪いが利用しやすい。また、短時間に大きな推力を発生させることができる。実用化されたロケットのほとんどは化学ロケットである。
電気ロケットは、イオン推進など、推進剤を電気的に加速して噴射するものである。人工衛星や宇宙探査機などのスラスターとして実用化されている。大きい推力を得ることは難しいが、長期間の使用に向く。
原子力ロケットは、推進剤を原子炉で加熱して噴射するもの、ロケットの後方で核爆弾を爆発させて推進力を得るもの（パルス推進）など複数の種類があるが、安全性の問題はもちろん、核兵器の宇宙空間への持ちこみを禁じた宇宙条約や宇宙空間での核爆発を禁止する部分的核実験禁止条約の制限により実用化されていない。オリオン計画やダイダロス計画といった構想が知られる。「原子力推進」も参照。
なお、ロケットが推進する原理を「噴射したガスがロケットの後方の空気を押すから」と誤って考える人もいる。かつて『ニューヨーク・タイムズ』が、この誤解に基づき、真空中でロケットは飛べないと主張して、ロケット工学開拓者の一人であるロバート・ゴダードを批判する記事を掲載したという逸話がある。実際にはロケットは真空中でも推進可能であり、明らかな誤解である。これは作用・反作用の法則において、ロケットを質点A、空気を質点Bとみなしたことによる。こういう解釈であれば、ロケット推進の作用を空気が受け止め、その反作用で推進力が生まれるので、真空ではロケットは推進不可能という結論になる。実際にはロケットの推進を作用・反作用の法則で説明する場合は、ロケットを質点A、ロケットの噴射するガスを質点Bとみなすべきなのである。つまりロケットとロケットの噴射ガスを同一の質点Aとみなしたことによる誤解である。あるいはロケット自体とロケットの噴射ガスに運動量保存の法則をあてはめれば、真空中でもロケットが推進できることは容易に納得できるはずである。こうしたロケットの原理を示す式が、ツィオルコフスキーの公式である。
化学ロケットでは、その最大の貨物は自らを宇宙空間まで運ぶ推進剤である。これは地球から長距離を航行しようとする際に大変な非効率をもたらすが、宇宙空間に中継地点を設けることである程度緩和されるのではないかと考えられている。アポロ計画の月着陸船が月から帰還する時に必要としたロケットが、地球からの打ち上げに使われたサターンロケットに比べて驚くほど小さかったことからわかるように、重力が小さい場所から発進すればそれほど多くのエネルギーは必要としないのである。衛星軌道上に基地（宇宙ステーション）を設け、そこまで分割運搬した部品を組み立てて大きなロケットを建造し、そこから出発させるという方法などが考案されている。
また、ロケットを使わない静止軌道までの運搬方法として軌道エレベータなどが実際に検討されている。
新型のロケットを開発する場合、成否はロケットエンジンの開発にかかっていると言っても過言ではなく、計画遅延の原因はエンジン開発の難航が占める割合が大きい。
1960年代 - 80年代にかけて、米国はスペースシャトルのエンジン以外、新型の液体燃料ロケットエンジンの開発には消極的であり、欧州等に比べて出遅れた。その結果、1990年代からロシアが開発した液体燃料ロケットエンジンを導入してライセンス生産している。

## ロケットとミサイル
ロケットの先端部に核弾頭や爆薬など軍用のペイロードを搭載して標的や目的地に着弾させる兵器は、日本では無誘導の場合は「ロケット弾」、誘導装置を持つものはミサイルとして区別される（「ロケット弾」を参照）。特に弾道飛行をして目的地に着弾させるミサイルは、弾道ミサイルとして区別している。
東側の体系は西側とは異なっており、ロシア語ではどちらも「ラケータ」で表す。中国語ではロケットが「火箭」でミサイルが「導弾」、朝鮮語でも「ロケットゥ」「ミッサイル」と西側同様に区別されるが、戦略ミサイル部隊はロシア型の命名がされており「ロシア戦略ロケット軍」同様の「中国人民解放軍火箭軍」（旧中国人民解放軍第二砲兵部隊）、「朝鮮人民軍戦略ロケット軍」（現朝鮮人民軍戦略軍）を用いている。
また西側でもGMLRS・APKWSなど無誘導ロケットに誘導機能をつけたものが出ており曖昧になっている。
北朝鮮による人工衛星の打ち上げは、国際社会から事実上の弾道ミサイル発射実験と見なされており、国際連合安全保障理事会決議1718と1874と2087でも禁止されているため、特に日本国内においては、人工衛星打ち上げであってもロケットではなくミサイルと報道されている。

## 推進剤による化学ロケットの分類
化学ロケットは燃料と酸化剤を搭載しており、これらを燃焼させて高温・高圧のガスにして噴射する。燃料と酸化剤を合わせて推進剤という。この推進剤の形態から、ロケットは固体燃料ロケット、液体燃料ロケット、ハイブリッドロケットに大きく分類される。

### 固体燃料ロケット

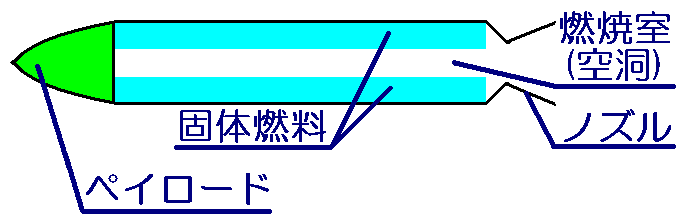
固体燃料ロケットの模式図

固体燃料ロケットとは、常温で固体の燃料と酸化剤（の混合物）を用いるロケットである。古くは火薬、最近の例では合成ゴムと酸化剤を混合成型したものなどが使われている。
固体燃料は常温では飛散しないため管理（保管）が楽、構造が簡単な割に安価で大推力が得られる、体積が（液体燃料に比べ）小さいなどの利点を持つ。
反面、単位重量の推進剤で単位推力を発生させ続けられる秒数を示す比推力が悪いため効率が悪く、推力の制御が難しいこと、またいったん点火したら、燃料を全て消費するまで燃焼を停止させるのはほとんど不可能であることなどの欠点を持つ。
こうした特性から、常に発射可能な状態で保管しておかなければならない軍事用途、大推力を求められる宇宙ロケットの一段目や補助ブースターに広く使用されている。

### 液体燃料ロケット

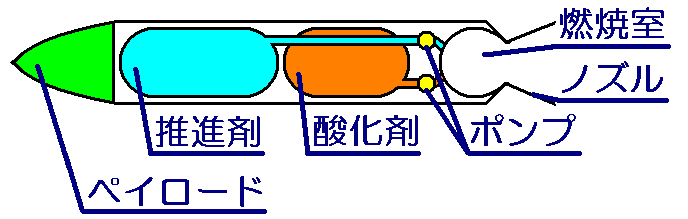
液体燃料ロケットの模式図

液体燃料ロケットは、液体の燃料と酸化剤を用いるロケットである。固体燃料ロケットとは違い、推力の制御が容易であること、いったん燃焼を停止させたものを再度点火するのが可能であることなどの長所を持つが、その反面、燃料を送り出すための高圧ポンプや複雑な配管システムが必要とされるなど、構造が複雑になり、その分高価になるという欠点も持つ。
初期には常温保存が可能なヒドラジン（燃料）と四酸化二窒素（酸化剤）、ケロシン（燃料）と液体酸素（酸化剤・極低温）、などが用いられたが、最近はより高い比推力が得られる液体水素（燃料）と液体酸素（酸化剤）の組み合わせが、各国の基幹ロケットの主流となっている（アメリカのスペースシャトル、ヨーロッパのアリアン5、日本のH-IIAなど）。
このロケットの場合、酸素と水素を化合させるだけなので、排気ガスは有毒物質を一切含まない水蒸気だが、実際には、液体水素・液体酸素エンジンだけでは離床時の推力が不十分なので、固体燃料の補助ロケットを使用する。この固体燃料補助ロケットの排気にはオゾン層や環境に悪影響を及ぼすハロゲン化合物が含まれる。ロケット自体の開発も困難を極める。
また、人工衛星の軌道制御や姿勢制御のための小型ロケットには、過酸化水素やヒドラジンを触媒で分解させて噴射する、構造が簡単な一液式ロケットも用いられる。
なお、一般に燃焼室の冷却には燃料自体が使用される。上記の液体酸素・液体水素のエンジンでは、燃焼室の温度は三千度にも達するが、これだけの高温に耐えられる素材は現在のところない。その対策として、燃焼室の壁やノズルの中部には細いパイプや溝が何百本も張りめぐらされており、推進剤をその中を循環させることにより蒸発潜熱により熱を奪うというシステム(再生冷却)や推進剤の一部を燃焼室の内壁に沿って流すフィルム冷却やアブレーション冷却、ニオブ製のノズルスカートによる放射冷却が採用される。

### ハイブリッドロケット

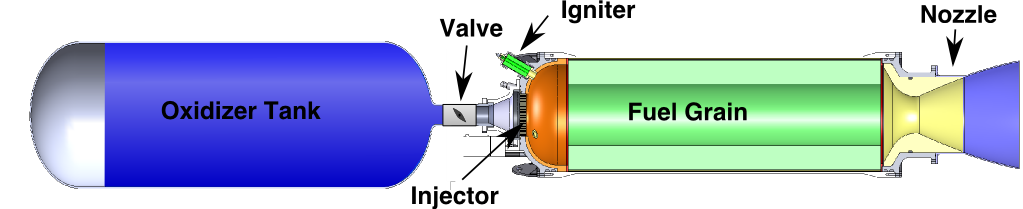
ハイブリッド推進システムの模式図

ハイブリッドロケットは、化学ロケットの一種で、燃料と酸化剤がそれぞれ異なる相を持ったロケットである。一般的には、固体の燃料と液体の酸化剤が用いられる。固体燃料ロケットの特徴である構造の簡易性と液体燃料ロケットの特徴である推力調整を可能とするが、同時に固体燃料ロケットと液体燃料ロケットの両方の欠点も併せ持つ。このため長らく実用化を見なかったが、スペースシップワンではハイブリッド・ロケットエンジンが採用された。
このため現在宇宙ロケットの分野では、効率が良い液体燃料ロケットが主流であり、固体燃料ロケットはブースターなどの補助推力として用いられる。一方、定期的に打ち上げる高高度気象観測ロケットや、発射準備時間が短いミサイル等では固体燃料ロケットが主流である。

## 原子力ロケット
原子力ロケットは原子炉で推進剤を加熱して噴射したり、核爆発による反動を利用して推進するロケットである。
かつてアメリカ合衆国でNERVAが、ソビエト連邦でRD-0410が実験された例はあるが、実際に運用された例は無い。
原子力ロケットには核熱ロケット、核パルス推進、核融合ロケット、量子真空プラズマ推進器、核塩水ロケット、核光子ロケット等がある。
推力重量比は化学ロケットよりも低いので宇宙空間に化学ロケットで打ち上げられてから上段として作動する。
2018年11月7日、ロシアのロスコスモスは、ロスアトムおよびモスクワのケルディシュ応用数学研究所にて、メガワット級原子炉搭載型電気推進システムを搭載した原子力宇宙船を開発中であると公式に発表した（動画はロスコスモスが発表した原子力推進型宇宙船コンセプトのCGアニメーション）。
（1970～80年代に宇宙用原子炉「ブーク」(Buk)や「トパース」(Topaz)を搭載したレーダー偵察衛星を合計32機打ち上げて運用した実績を基礎として）旧ソ連時代の原子炉搭載型コスモス954号およびコスモス1402号で培った技術を改良し、将来の惑星間飛行（interstellar flights）における現実的な手段として使用するという。
2019年3月6日、ロシアのロスコスモスは、ロスアトムおよびモスクワのケルディシュ応用数学研究所にて、RD-0410核熱ロケットエンジンをベースにしたメガワット級原子炉を搭載したスペースプレーン（高度160kmをマッハ7の極超音速で飛行でき高度500kmの低軌道への到達も可能で50回以上繰り返し再利用可能な設計）の開発計画が2010年から進行・開発中であると公式に発表した。

## 形態によるロケットの分類
以下に、燃料ではなく形態によるロケットの分類を示す。これらの方式の効率を計算するときは全てツィオルコフスキーの公式に基づく。

### 単段式ロケット
最初期のロケットの姿であり、ペイロードを必要な速度・高度まで1基の打ち上げロケット(段)で運んでしまうロケットのこと。下記の多段式ロケットの対になる方式である。
単段式ロケットは、多段式ロケットに必要な切り離し装置などがないため構造が簡単で、製作技術や制御技術があまり高くなくても作れる。またロケットが小型であれば多段式にするより単段式ロケットの方が効率も良い。しかし大型ロケットの場合、時間が経って不必要になった空の燃料タンクやエンジンもずっと輸送することになり、効率が劣る。
V2ロケットなどの短距離弾道ミサイルや気象観測用ロケット、模型ロケットなど小型のロケットであれば、多段式にすると機構の複雑さから重量が増えて却って非効率的になってしまうため、単段式ロケットが使われることも多い。
単段式ロケットの将来像として、単段式宇宙往還機も研究されている。

### 多段式ロケット

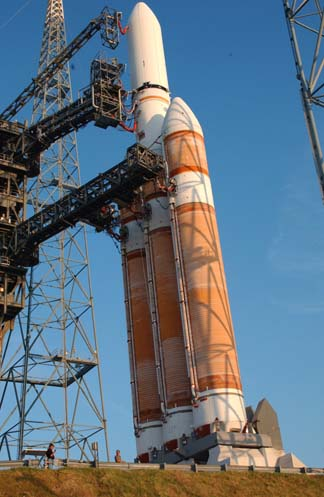
デルタ IV ヘビーは、1段、2段を使用する多段式ロケットであり、1段にコモン・ブースター・コア3基を使用するモジュラーロケットでもある。中央の1本は1段目として使用され、両側の2本は補助ロケットとして使用される。

ロケットが十分な速度を得るためには、移動体本体の質量は全体に比してできるだけ小さいことが望ましい。このため、空になった推進剤タンクやそれを燃焼させるエンジンを収容する部分は必要ない質量として切り離すという仕組みがコンスタンチン・ツィオルコフスキーにより考案され、現在も使われている。これを多段式ロケットという。
例えば人工衛星打ち上げ用の3段式ロケットの場合、最下部の1段目のエンジンを噴射させて1段目自身と2段目と3段目とそれに乗った衛星を上昇させ燃料を使い切ったら1段目を切り離す。その後2段目のエンジンを噴射して2段目自身と3段目と衛星をさらに上昇させて燃料を使い切ったら切り離す。その後3段目のエンジンを噴射して任意の地点で衛星を切り離して目的の軌道に投入することになる。人工衛星を軌道上で周回させ続けるには第一宇宙速度まで加速させる必要があるが、化学ロケットは技術的な制約により多段式でなければ第一宇宙速度を得ることは困難であり、現在の衛星打ち上げロケットは全て多段式である。
この理屈で言うと、理論上は、非常に小さく区切られた燃料タンクと小型のロケットエンジンを、使い終わったら片っ端から切り離していくのが一番効率的になるのだが、実際には小型化にも限度があるし、あまり段数が多いと制御が難しくなり、切り離し装置の重量や容量も増えるため、構造効率が低くなり総重量全体に占める推進剤の割合が下がり、技術面で現実的ではない。加えてロケットエンジンの数も段数に応じて増えるため、コストも上昇する。このため現在主流の人工衛星打ち上げ用ロケットは殆どが2 - 3段式の構成である。
無重力空間のみで動くロケットの場合、各々の段の比推力は目的に応じて推進剤を選択することにより自由に決められるために1段目や2段目が非力で3段目のみ強力なエンジンを積むといったことも問題なくできるが、地球など天体の引力圏内にあるロケットの場合は、下のロケットが非力（具体的に言うと、上に載っているペイロードおよび全てのロケットの重量と自分自身の重量の和未満）では飛び上がることができない。
そのために、後述するクラスター方式などと併せ、下の段ほど強力にして、上の段に行くに従い出力も小さくなっていく。
また、離床時に大きな推力が必要なので、下段には推力が高いが比推力の低い推進剤を、上段には推力は低いが比推力の高い推進剤を用いる。

#### モジュラーロケット
モジュラーロケットとは、打ち上げ用途に応じて構成する部材を交換できる多段式ロケットの形式である。規格化されたモジュールを様々な打ち上げ需要に応じて組み合わせることにより、規模の経済により、量産効果による生産性の向上、価格低減が期待できるため製造費用、輸送費用、打ち上げ準備の支援費用、準備期間を最小に抑えることができる。代表的なモジュラーロケットにはユニバーサル・ロケット、アトラス V、デルタ IV、ファルコン9、アンガラ・ロケットがある。アトラス Vの第1段モジュールはコモン・コア・ブースター、デルタ IVの第1段モジュールはコモン・ブースター・コアと呼ばれている。
また、共通の仕様の小規模のロケットを大量生産して束ねることにより価格低減を意図した例としてCommon Rocket Propulsion Units (CRPU) と呼ばれる同一の規格化された小型ロケットを束ねたOTRAGやInterorbital Systemsの"common propulsion modules"(CPM)を束ねたNeptuneの例がある。

### クラスターロケット

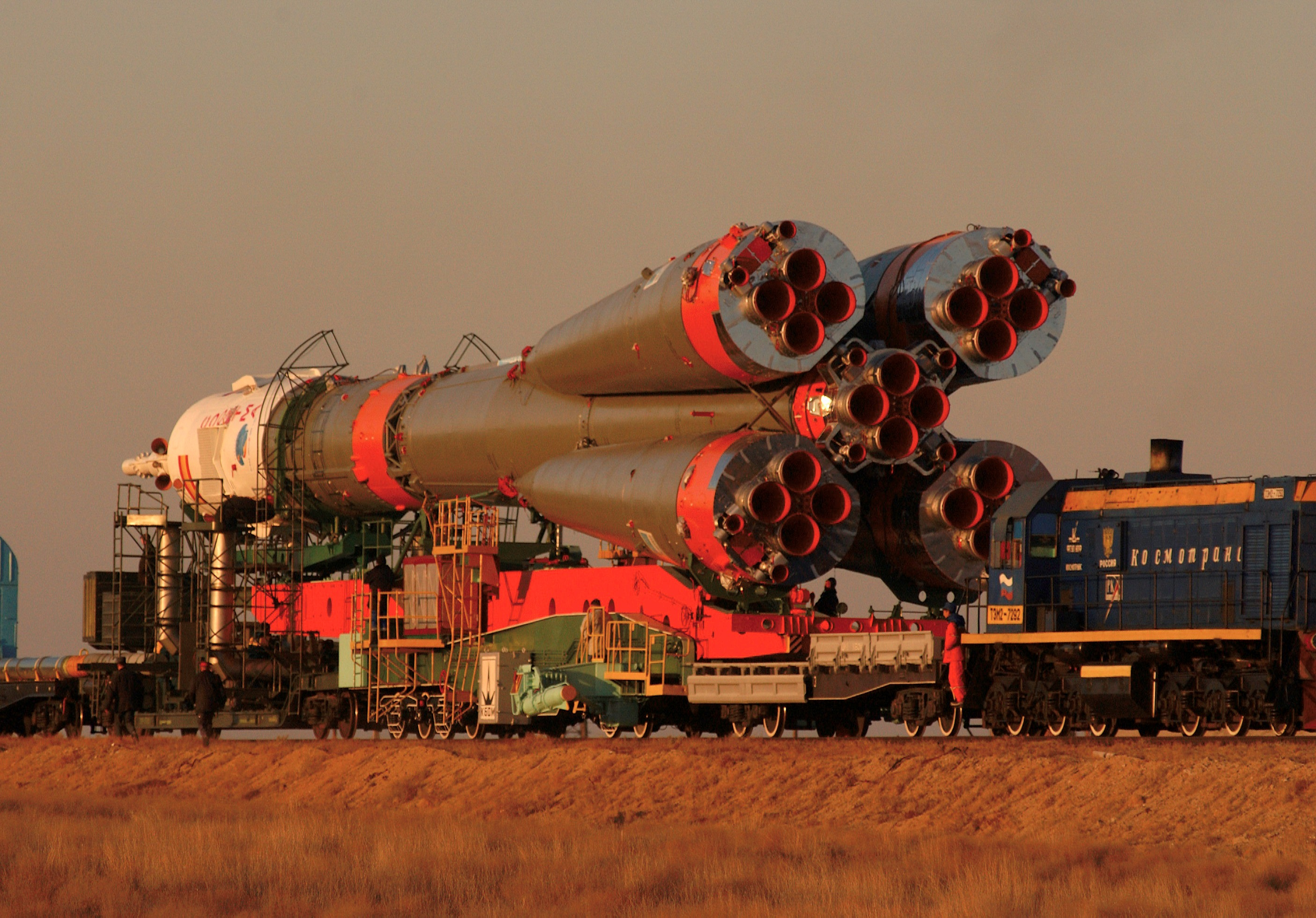
レール上を発射台に向かうソユーズTMA-3打ち上げ用のソユーズFG。クラスター化された5基のエンジンの計20個のノズルが見える。1段と2段を使用する多段式ロケットでもある。

クラスターロケットとは、多数のロケットエンジンを束ねて構成されるロケットのこと。多段式ロケットと共にツィオルコフスキーにより考え出された方式。
エンジン1基あたりの出力は高いほど望ましいのだが、新しい大型のエンジンを開発するには燃焼室の振動、耐久性、エンジン自体の質量増加、エンジンを作るのに必要なコストなどの問題を解決するため、莫大な時間と費用がかかる。
クラスター方式は手持ちの信頼性の高いエンジンを流用して推力を増やせる堅実な方法であり、ソ連がアメリカに先んじてスプートニクやボストークを打ち上げるのを可能とした。
しかしエンジンの数が増えると制御が困難になり、N1ロケット（一段目は30基のエンジン）の失敗は、ソ連の有人月旅行計画の失敗へとつながった。
旧ソ連のR-7（現在も直系の子孫であるソユーズロケットが使われている）が代表的なもので、一段目は5基のエンジン（ノズルは20個）を持つ。他のクラスターロケットには同じく旧ソ連製のプロトン（一段目に6基）やエネルギア、アメリカのサターンIおよびIB（1段目に8基）、ファルコン9（1段目に9基）日本のH-IIBロケット（1段目に2基）などがある。
また、この方法を発展したロケットとして1970年代にドイツでOTRAGが検討されたが、技術面や射場の選定に関する政治的理由により中止された。

## 使い方によるロケットの分類

### ローンチ・ヴィークル
日本語では打ち上げロケットと呼ばれ、地球から宇宙空間に人工衛星や宇宙探査機などのペイロードを輸送するのに使用されるロケット。打上げ機と呼ばれることもある。ペイロードが第一宇宙速度や第二宇宙速度を超え地球周回軌道や太陽周回軌道に投入される。打ち上げ能力が低軌道へ100kg未満の人工衛星を打ち上げる能力を有する概ね10トン未満の人工衛星打上げ機は超小型衛星打上げ機に分けられる。

### 観測ロケット
観測ロケットは科学観測・実験のために弾道飛行を行うロケット。研究ロケットやサウンディングロケットとも呼ばれる。通常は高度50kmから1500kmへ打ち上げられる。

### 使い捨て型ロケット
使い捨て型ロケットは一度のみしか実使用できない打ち上げロケットシステムのこと。

### 再使用型打ち上げシステム
再利用型ロケット（再使用型宇宙往還機、単段式宇宙輸送機、スペースプレーン等）とは、打ち上げ後に機体を回収し再使用するロケットシステム。メリットとしては打ち上げごとに機体を製造しなくてすみ、コストダウンなどが期待される。スペースシャトルやファルコン9等一部が成功した。

## 歴史

### 前近代

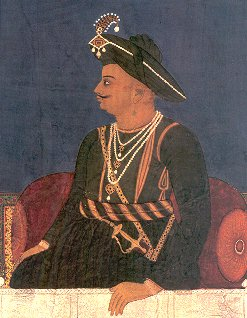
ティプー・スルターン

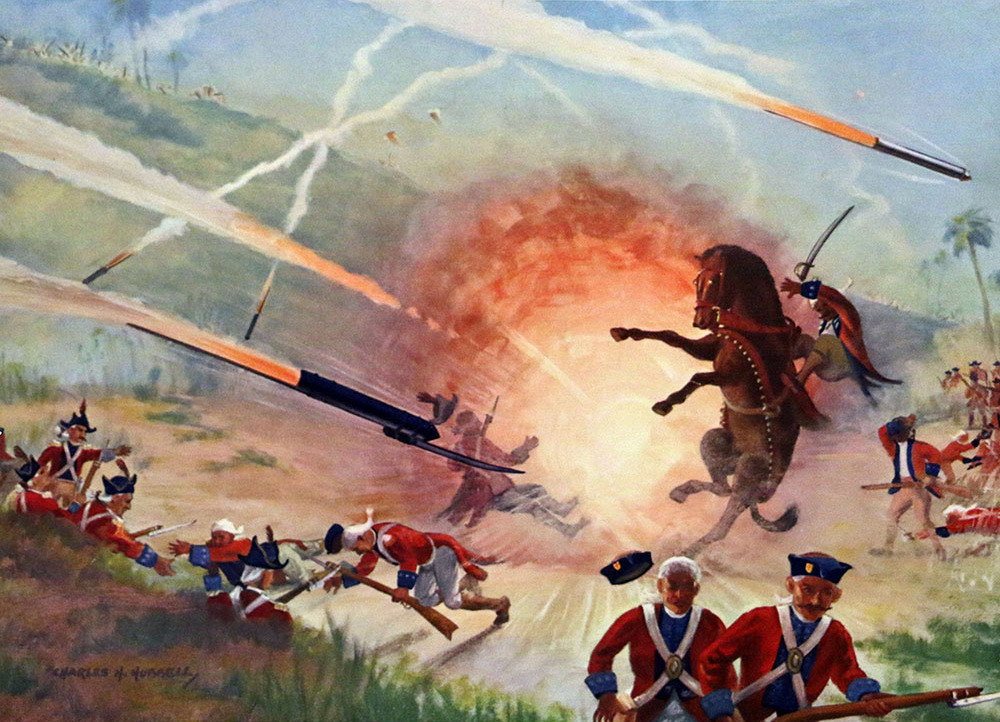
マイソール・ロケット

ロケットの歴史は古く、西暦1000年頃には中国で、今のロケット花火の形態が発明され武器として利用され、火箭と呼ばれた。1232年、モンゴル帝国との戦いで使用されたという記録がある。その後、モンゴル人の手に渡り各地で実戦に投入された。14世紀半ばには中国の焦玉により多段式ロケットが作られた。
日本でも、鎌倉時代に元が攻めて来た（元寇）とき元軍により使用されたというが火矢のようなものではないかという説もある。戦国時代には狼煙として使われ、江戸時代にも各地で伝承されていった。埼玉県秩父市の椋神社で毎年10月に行われるロケット祭り（龍勢祭り）や静岡県藤枝市岡部町朝比奈、同静岡市清水区草薙、滋賀県米原市等、各地で古くから龍勢（流星）の打ち上げが行われてきた。現在でも打ち上げられる龍勢は木材を竹タガで締め、内部に黒色火薬をつき固めた端面燃焼ロケットである。この龍勢祭りの起源は明確な記録がなく明かではないが、鉄砲伝来後の戦国時代以降の狼煙が、その後の平和な時代になって龍勢（流星）となって農村の神事・娯楽に転化したという説が有力である。
1792年にはインドのマイソール王国の支配者ティプー・スルターンによって対英国、東インド会社とのマイソール戦争で鉄製のロケットが効果的に使用された。
マイソール戦争終結後、このロケットに興味を持った英国は改良を加え、19世紀初頭までにコングリーヴ・ロケットを開発した。開発の中心人物はウィリアム・コングリーヴであった。
米英戦争の米国におけるボルティモアの戦い（1814年）では、英国艦エレバス（HMS Erebus）からフォートマクヘンリーに向けてロケットが発射され、観戦していた弁護士フランシス・スコット・キーによってアメリカの国歌『星条旗』に歌われた。同様に1815年のワーテルローの戦いでも使用された。
初期のロケットは回転せず、誘導装置や推力偏向を備えていなかったので、命中精度が低かった。初期のコングリーヴのロケットには長い棒がついていた。（現代のロケット花火に似ている）大型のコングリーヴのロケットは重量14.5kg、棒の長さは4.5mであった。1844年にウィリアム・ヘール(William Hale)によって改良されたロケットでは噴射孔に弾体を回転するための偏流翼が備えられ、回転するようになり安定棒が無くても命中精度は向上したものの、改良された大砲に射程・命中精度が劣ったので下火になった。
徐々に改良が加えられたが、ライフリングや鋼鉄製砲身等の大砲の改良により射程、精度が高まってくると、誘導装置のないロケットの使用は信号弾など、限定的なものになっていった。

### ツィオルコフスキーの登場から第二次世界大戦期
近代のロケット、すなわち宇宙に行けるロケットが研究・開発されたのは、19世紀後半から20世紀である。
ロシア帝国からソビエト連邦時代にかけて活動したコンスタンチン・ツィオルコフスキー（1857-1935年）はロケットで宇宙に行けることを計算で確認し、液体ロケットを考案した。このため彼は「宇宙旅行の父」と呼ばれている。ロバート・ハッチンス・ゴダード（1882-1945年）は、1926年に世界初の液体ロケットを打ち上げた。このため「近代ロケットの父」と呼ばれている。
1920年代から1930年代にかけて各国で民間の宇宙開発グループが形成された。それらのグループには後に宇宙開発で著名な功績を残す者も多く含まれた。ドイツでは宇宙旅行協会に所属したヴェルナー・フォン・ブラウン（1912-1977年）達や、ソ連では反動推進研究グループに所属したセルゲイ・コロリョフ達がいた。世界初の液体ロケットエンジンはツィオルコフスキーのOR-2からセルゲイ・コロリョフ（1907-1966年）が中心となったソ連のGIRD-09の開発とされている。
しかしやがて第二次世界大戦の勃発と共に彼らは否応なく歴史の荒波に巻き込まれてゆくことになる。この時期、ドイツ国防軍のネーベルヴェルファーやソ連軍のカチューシャなどの多連装ロケット砲、米軍のバズーカなどの対戦車ロケット弾、日本軍の噴進砲といった形でロケット兵器が復活し、大戦末期にはウェルナー・フォン・ブラウンが中心となってナチス・ドイツで開発したV2ロケットによって弾道ミサイルと実用的な液体ロケットが実用化された一方、コロリョフは政治犯として不遇の時期を過ごした。日本では特攻兵器桜花にもロケットが使用されたことで知られる。
航空機のエンジンとしても着目され、ドイツのメッサーシュミット Me163、その情報をベースに製作された日本の秋水（試作機）にも搭載された。しかし実用性は低く運用コストは恐ろしいレベルで高かった。
日本の秋水の例では酸化剤に過酸化水素を使用したため、過酸化水素製造の電解装置の電極として終戦までに1900kgものプラチナが消費された。

### 第二次世界大戦後

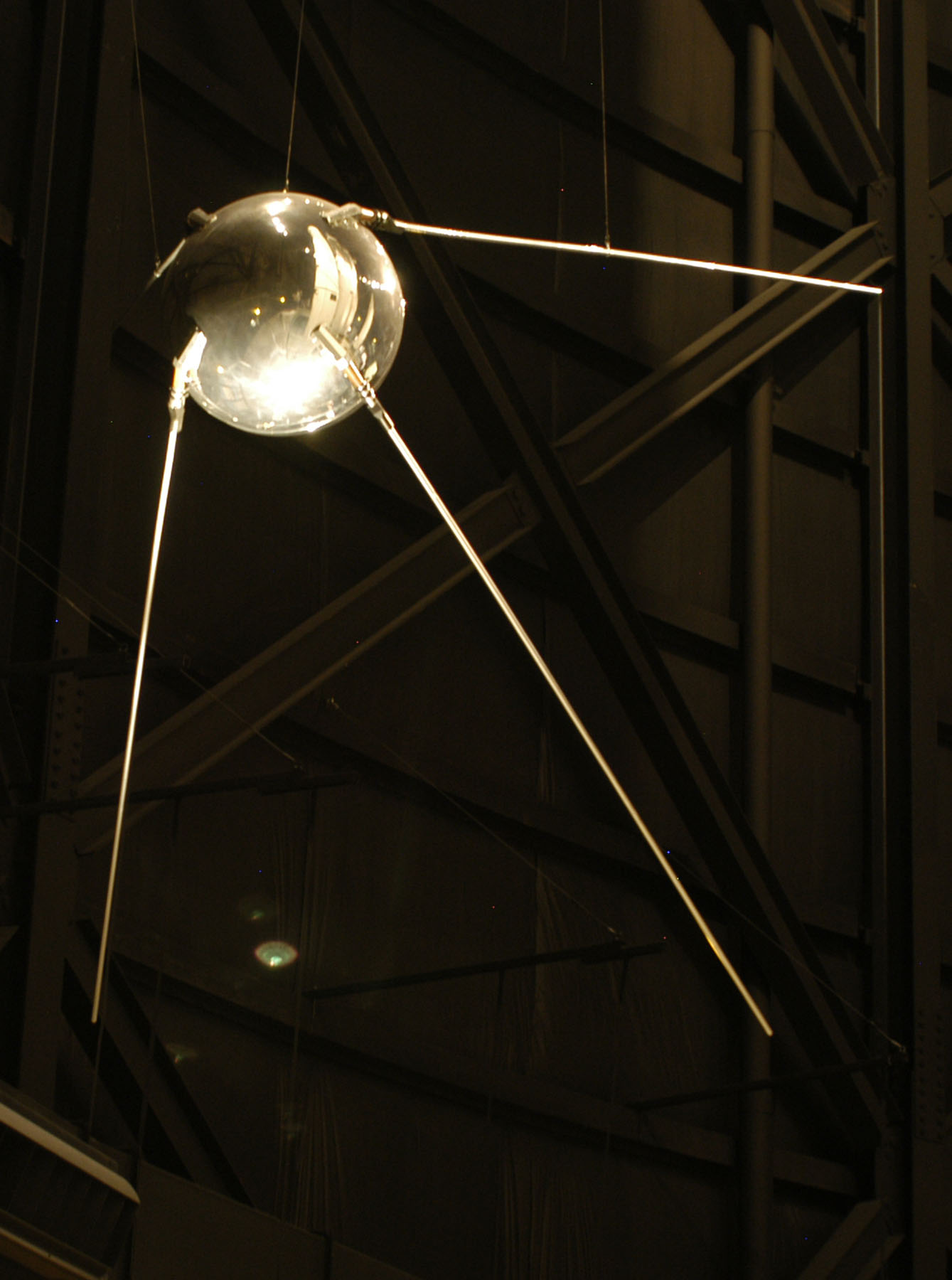
スプートニクロケットにより打ち上げられたスプートニク1号

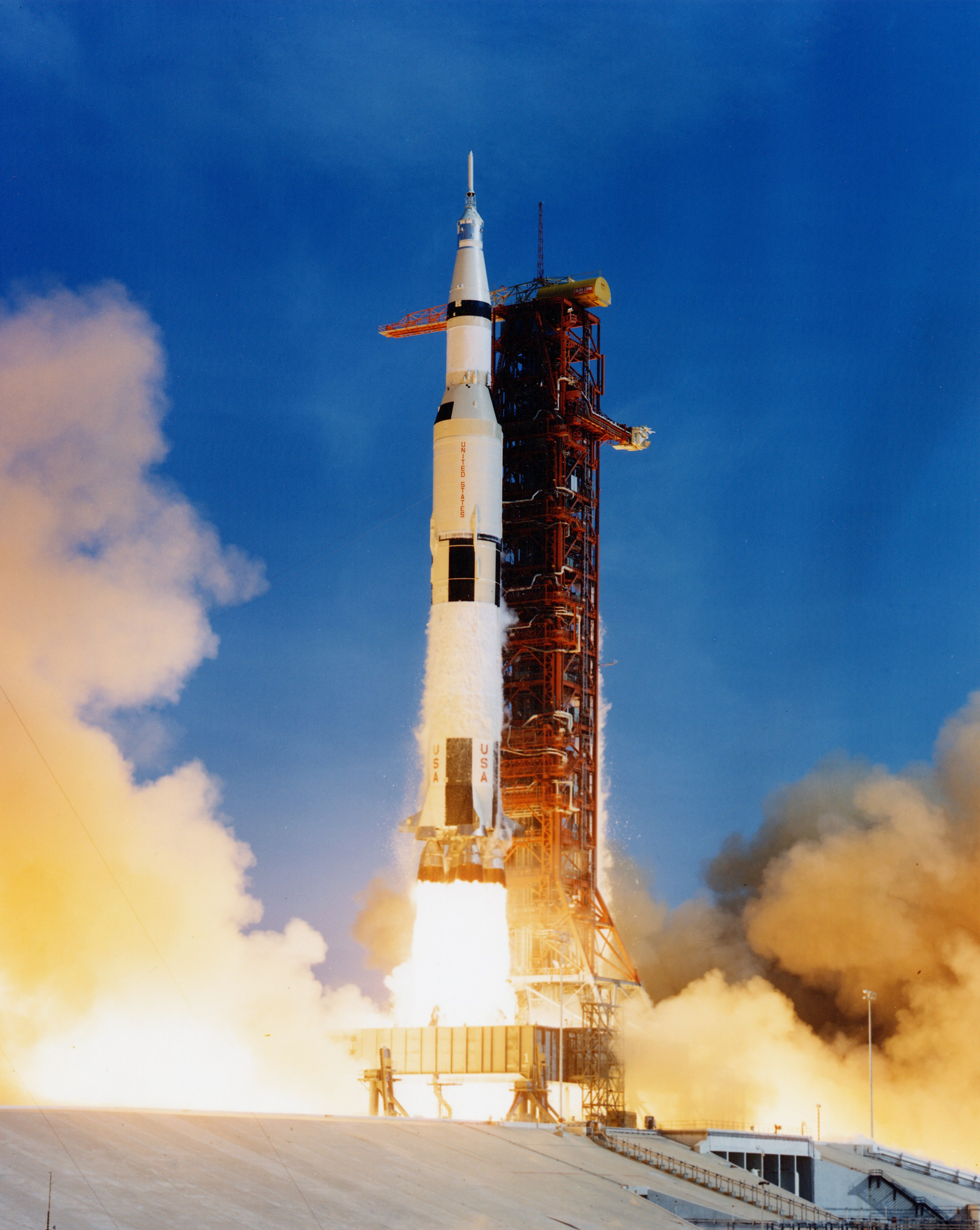
発射台から離れるアポロ11号を乗せたサターンV 型ロケット。1969年7月16日

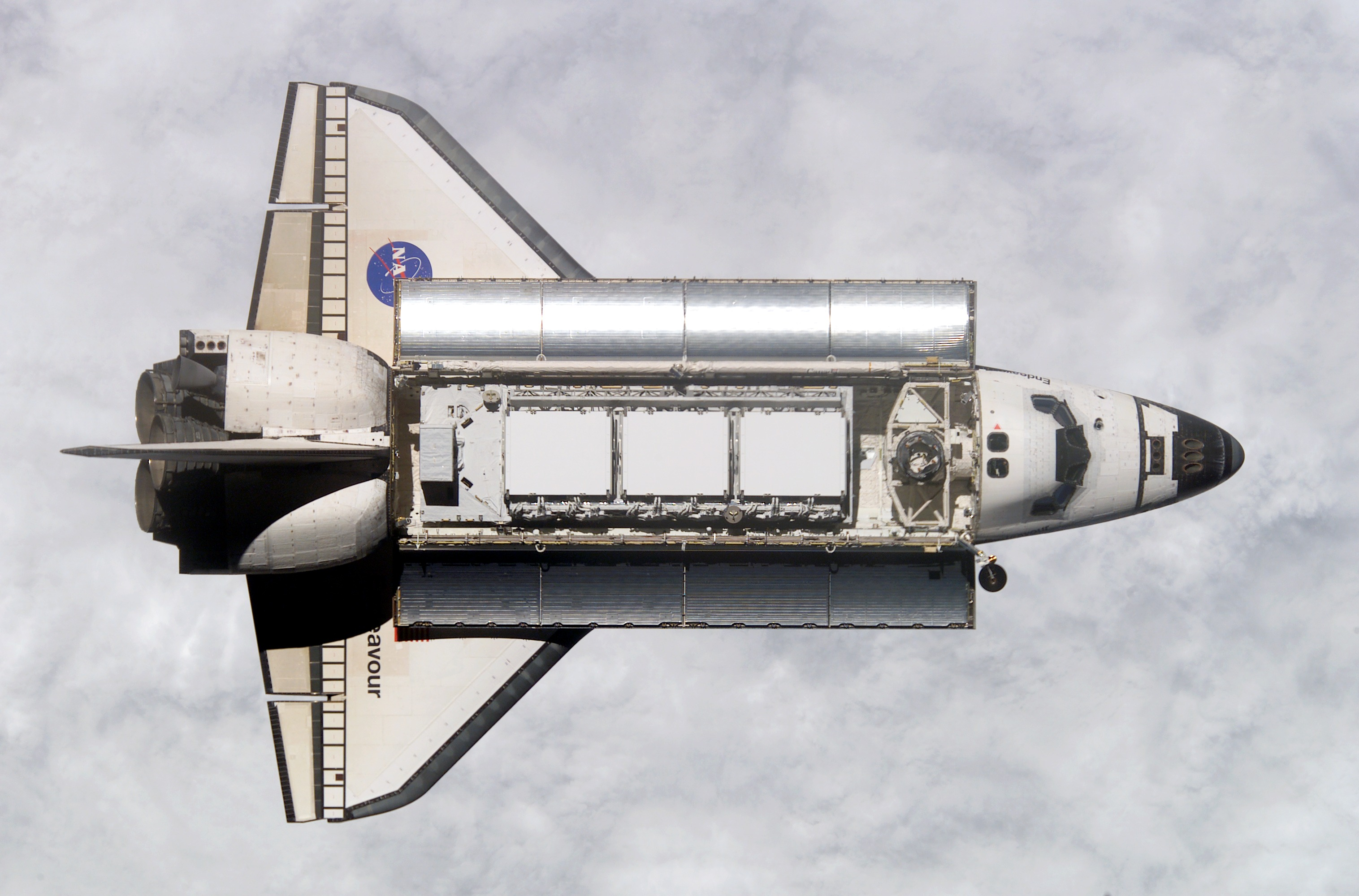
国際宇宙ステーションの構造物を運ぶスペースシャトル

ナチス・ドイツの崩壊前後、V2の開発に関わった人材の多くがアメリカに亡命した（ペーパークリップ作戦）。またこの混乱期にソ連もV2の技術を接収していた。また、そのソ連からV2の改良型であるR-2の技術を供与され、さらにアメリカでV2を解析して弾道ミサイルを開発していた貴重な人材である銭学森をアメリカとの取引で手に入れた中華人民共和国も宇宙開発とロケット開発に邁進することになる。冷戦に入り、1958年にソ連がスプートニクロケットによって世界初の人工衛星を打ち上げたことでスプートニク・ショックが起き、宇宙開発競争が始まる。1961年にはソ連がボストークロケットによりユーリイ・ガガーリンが搭乗したボストークの打ち上げを成功させ、世界初の有人宇宙飛行を成し遂げた。一方、1969年にはアメリカがサターンV 型ロケットによりアポロ11号を打ち上げて世界で初めて人類を月に到達させた。
宇宙開発競争初期のロケットは、アメリカのレッドストーンやソビエトのR-7のように弾道ミサイルから弾頭を外し、代わりに人工衛星や宇宙船を取り付けたものであり、ロケットの打ち上げ技術はミサイル技術と等価であり、威嚇も含めた軍事的価値も高いために、抜きつ抜かれつの開発競争であった。軍事や情報における利用価値が認知され、現在に至るまで国家機密に属する非常に重要な技術として取り扱われている。特に偵察衛星の打ち上げは諜報活動において革新的な出来事であった。宇宙空間には国際法上、国家の領空は及ばないため、これまで諜報員や特に領空侵犯を行う偵察機を送り込んで危険を覚悟で行ってきた諜報活動のリスクを大幅に削減する成果をあげた。
1960年代から1970年代までに日本、欧州、中華人民共和国も人工衛星の打ち上げに成功し、世界の宇宙開発のプレイヤーはソ連（後のロシア）とアメリカと合わせて5極体制となった。日欧は宇宙科学分野に重点を置く一方、米ソ中は有人宇宙開発と宇宙の軍事利用に加え国威発揚も重視された。
冷戦終結以後はアメリカとロシアの宇宙船は宇宙空間でドッキングを行ったり、協力して国際宇宙ステーションの建設にあたるなど宇宙開発や惑星・衛星探索への利用が進んだ。中国は2003年に長征2号Fにより神舟5号の打ち上げに成功し、ソ連とアメリカに次いで世界で3番目となる有人宇宙飛行に成功した。
1990年以降、打ち上げ能力は質、量共に向上している背景にはソビエト連邦の崩壊後、冷戦期の宇宙開発競争を支えた経験豊富な旧ソビエトの技術者達が世界各地での宇宙開発に携わり、各国のロケットの開発、改良を支えていることが挙げられる。これに対してミサイル技術管理レジームがあるものの、一部において形骸化し、弾道ミサイル技術の拡散も招いている。
一般生活においても、気象衛星、放送衛星や通信衛星、GPS衛星など、宇宙ロケット関連技術は現代人の生活を支えるために欠かせないものとなった。
スペースシャトル計画の終了など国家ないし国家連合による政策としての宇宙開発が財政面で苦しい局面に立たされている反面、民間によるロケット開発も盛んである。例えばスペースXとオービタル・サイエンシズは商業軌道輸送サービスの一環としてそれぞれ、ファルコン9でドラゴン宇宙船を打ち上げて2012年から、同様にアンタレスで打ち上げてシグナスで2013年から国際宇宙ステーションへの商業補給サービスを開始しており、ヴァージン・ギャラクティックはスペースシップツーの弾道飛行による民間宇宙旅行を計画している。今後は宇宙飛行士の輸送も含めて徐々に民間企業の自主開発したロケットによる輸送が主流になりつつある。
さらに規模は小さくなるが、アマチュアによるロケット打ち上げの試みもある。2004年5月17日には20人ほどのアメリカ人による組織「Civilian Space eXploration Team」(CSXT)によって打ち上げられた「GoFast」が、高度115 kmに到達しアマチュアロケット史上最高高度を記録した。一般人によるロケットとして歴史に名を残した。また、同様にアマチュアの開発によるロケットでの人工衛星の打ち上げ計画もあるが、資金、技術の両面において苦戦している。更に、日本でも企業の連合でロケット打ち上げがよく行われる。世界各国でロケット開発が浸透しているという証拠にもなっている。
現在、各国で次世代の打ち上げの主力となるロケットの開発が進行中である。それらは既存のエンジン等の部材を活用しつつこれまでの技術革新の成果を取り入れつつある。

## 様々なロケット・ロケット技術の応用
これまで、各国が独自で開発したロケットによって衛星を軌道投入した例は11カ国あり、ソ連（ロシア連邦）、アメリカ、フランス、日本、中国、イギリス、インド、イスラエル、イラン、北朝鮮、韓国となっている。
2024年現在、軌道投入能力を保有するのはロシア、アメリカ、日本、中国、インド、イスラエル、ウクライナ、イラン、北朝鮮、韓国の10カ国と欧州宇宙機関の1機関、それに加えてスペースXなどの民間ロケット企業である。

### 大気圏内でのロケット

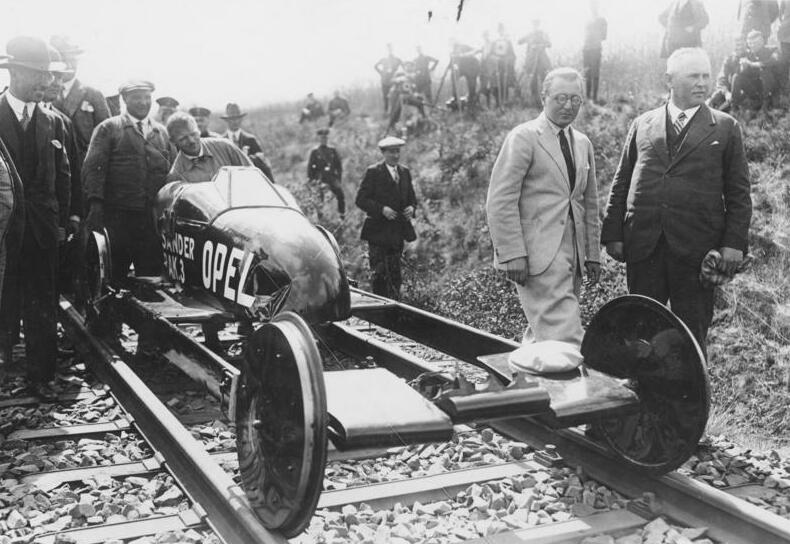
ロケット推進の鉄道車両であるOpel-Sander Rak.3

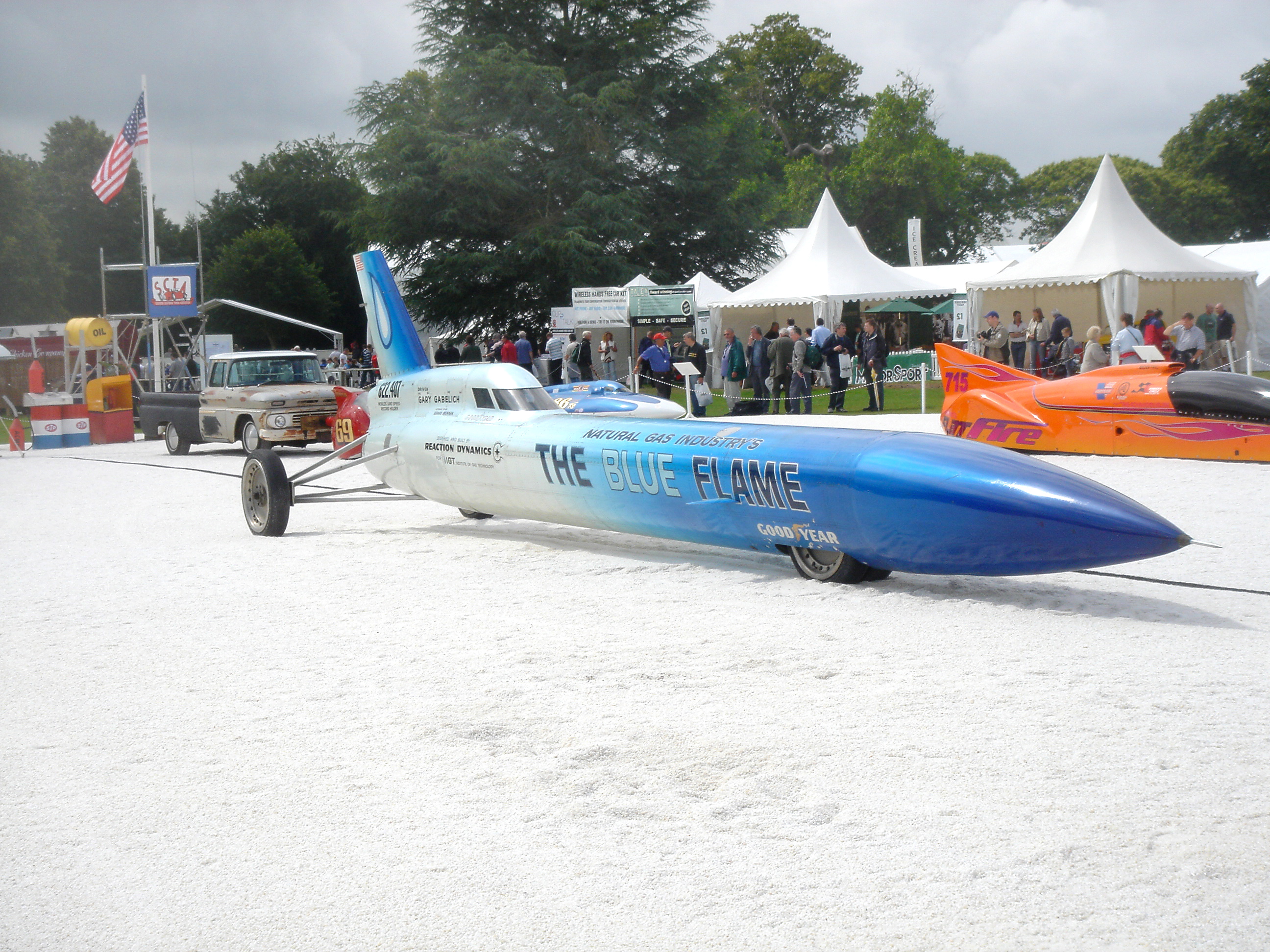
1970年10月23日に1014.513 km/hの世界記録を樹立したブルー・フレーム

ロケットは推進力が強力であり、大気圏内において物体を飛行させるための推進力としても利用される。その最も一般的な適用例は気象観測ロケットで、高層大気の状態を観測するためにしばしば打ち上げられる。気象庁でも定期的に気象観測ロケット (MT-135) を打ち上げていたが、2001年 に運用を終了させた。
他に無重力実験や各種実験、天体観測用の試験装置を搭載したロケットが打ち上げられる場合もある。

### ロケット飛行機
飛行機への適用としては、1928年6月11日にFritz Stamerの操縦によりLippisch Enteが飛行し、1929年9月30日に"ロケットフリッツ"("Rocket Fritz")の異名を持つフリッツ・フォン・オペルの操縦によりOpel RAK.1が飛行に成功、その後、第二次世界大戦前夜の1939年6月20日にErich Warsitzの操縦により液体燃料ロケットエンジンを搭載したHe 176が飛行に成功して、第二次世界大戦末期に盛んな研究・開発がなされた。その典型例がナチスドイツの迎撃戦闘機Me163といえる。Me163 は推力1,700kgのヴァルターロケット1基により亜音速飛行を実現した。この戦闘機を参考に日本でも類似した局地戦闘機「秋水」が試作されたが、試験飛行中に墜落して終わった。ソビエトでは1942年にBI-1が飛行した。他にもミグI-270、DFS 40、DFS 194、Ba 349、Go 242、DFS 228、DFS 346等があった。
また、固体燃料式のロケットもプロペラ機の離陸促進用補助ロケットとして各国で多数利用されたが、純然たる推進力として採用した航空機として有名なのが第二次世界大戦において使用された日本海軍の人間爆弾（特攻兵器）「桜花」である。本機はまずグライダーとして母機から切り離された後、攻撃を回避しながら敵艦へ体当たりするため推力800kgの火薬式ロケット3本を順次燃焼させながら最終的に時速800km程度で突入するというものであった。他にロケット推進グライダーのK1号や神龍が試作された。
ドイツでは無線誘導ロケット爆弾Hs 293などが開発され、実戦投入された。
その後、米軍の超音速実験機X-1においてロケットが推進力として使用されて飛行速度1.06マッハを実現した。「桜花」と同じく、航空機から小型航空機を発射するという方法がとられているが、これはロケットエンジンの燃料消費量があまりにも大きく、戦闘機サイズの燃料搭載量では自力で飛行目標を達成できないからであった。燃費が悪いロケットは大気圏内の航空機用推進力としてはあまり用いられなくなり、航空機の推進力は次第にジェットエンジンへと遷移していった。その後、一部の愛好家によって、実用機ではないがXCOR Aerospace社のXCOR EZ-Rocketのようなロケット飛行機が開発、飛行されている。そのほか、地球以外の惑星でも類似の動力による飛行が検討されている。
しかし、その後も宇宙ロケットと構造が類似している弾道ミサイルには液体燃料ロケットが採用され、瞬発力と大推力を有する固体燃料ロケットは弾道ミサイルのほか、前述の通り短射程のミサイルや気象観測、無重力実験、射出座席やゼロ距離発進、多連装ロケット砲、無反動砲等にも多用されている。

### ロケット自動車
比較的簡易な構造で急加速、高速が出せるので、1928年5月23日にベルリン郊外のアヴスサーキットでフリッツ・フォン・オペルの運転によりOpel RAK2が時速238kmの世界記録を樹立したり、その後もブルー・フレーム、Budweiser Rocket等、ロケットエンジンを動力とする自動車が速度記録に挑んでいる。ただし、ロケットエンジンの作動時間は限られているので近年の自動車の速度記録では推力の持続するジェットエンジンを動力とする車両が記録を樹立している。

### その他
ロケットスレッドや1975年に水蒸気ロケットを用いたドイツの磁気浮上式鉄道KOMET(Komponentenmeßtrager)による401.3km/hの記録の樹立や1978年には固体燃料ロケットを搭載したHSST-01による307.8km/hの達成等で使用された。
レンチの一種として、小型ロケットが互い違いにセットされた台座を緩める対象に取り付けて点火することで、短時間で緩めることができる「ロケットレンチ」がある。主に不発弾の錆びた信管を外すのに使われている。

## 国内ロケット打ち上げ法人・企業
日本国内の法人・企業のみ記す。

### 運用中
- 宇宙航空研究開発機構（JAXA）- H3、SS-520、S-520、S-310、イプシロンS

- スペースワン（SPACE ONE）- カイロス
- インターステラテクノロジズ（IST）- MOMO、ZERO

### 計画中
使い捨て型ロケット
- 将来宇宙輸送システム - ASCA
- AstroX
- MJOLNIR SPACEWORKS（MSW）

再使用型宇宙往還機
- SPACE WALKER
- PDエアロスペース
- 本田技研工業

その他に岩谷技研は、高高度気球を用いた宇宙船を開発している。

## 趣味・教材用のロケット

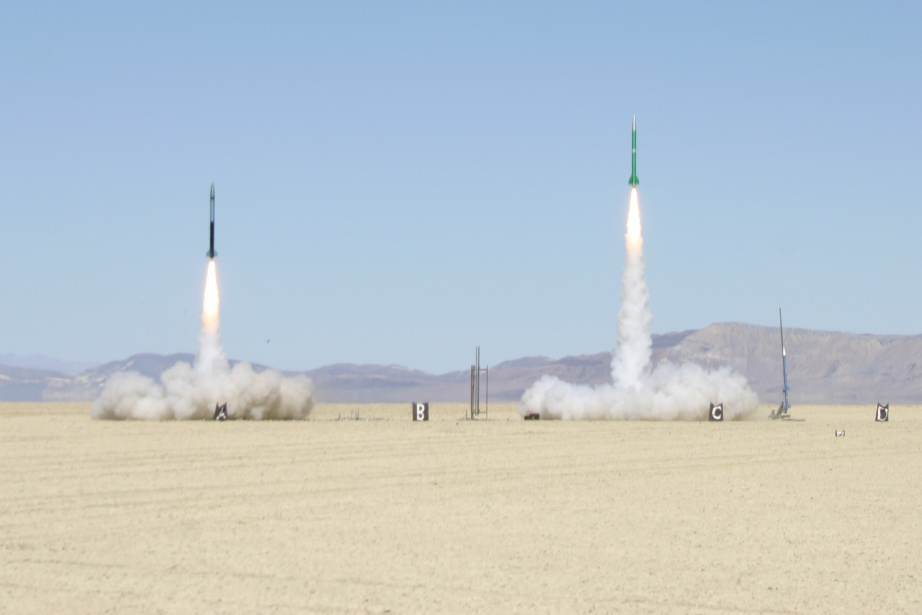
モデルロケット発射の様子

ペットボトルロケットの原理

### モデルロケット
一般人が趣味として気軽に打ち上げられる本格的なロケットとしてモデルロケットがある。これは燃料に小型のものは黒色火薬、中・大型のものはコンポジット推進薬を使用したもので、コンポジット推進薬はスペースシャトルやH2-Aロケットのブースターに使用される燃料と同じ燃料である。高度は百メートルから数十キロに達するものもある。

### 教材用ロケット
ペットボトルロケットという教材用ロケットは、ペットボトルに水と圧縮空気を充填し、水を圧縮空気の圧力で噴射することによって推力を得る構造をもったものである。アメリカでは古くから児童・生徒の授業に採り入れられていた。多くの国で盛んに作られるようになり、科学教材として広く利用されるようになった。
火薬を使って飛ばすモデルロケットも普及し始め、日本では各地の中学校で総合教育に採り入れられている。
JETEXやタイガーロケッティのような模型飛行機向けのロケットエンジンもあった（※JETEXは現在も継続中）。世界の一部の愛好家の間では、ハイブリッドロケットや液体燃料ロケットも打ち上げられている。

### 航空法の適用
日本国内では航空法に基づき、ロケットを打ち上げる空域によっては、打ち上げることが禁止される場合、または打ち上げる場合に事前に国土交通大臣への届出が必要な場合がある。